# Applicable Analysis and Discrete Mathematics
Applicable Analysis and Discrete Mathematics is een internationaal, aan collegiale toetsing onderworpen wetenschappelijk tijdschrift op het gebied van de wiskunde en de toegepaste wiskunde. De naam wordt in literatuurverwijzingen meestal afgekort tot Appl. Anal. Discr. Math. Het wordt uitgegeven door de Servische Akademska misao.